# Hemerodromia menghaiensis
Hemerodromia menghaiensis är en tvåvingeart som beskrevs av Yang 1988. Hemerodromia menghaiensis ingår i släktet Hemerodromia och familjen dansflugor. Inga underarter finns listade i Catalogue of Life.